# فرزاد رستمی (کاراته‌کا)
فرزاد رستمی (زاده ۱۰ خرداد ۱۳۷۶ در زنجان، ایران) کاراته‌کار ایرانی - سوئیسی است. وی عضو سابق تیم ملی مردان ایران است.

## زندگی شخصی
فرزاد رستمی، در ۱۰ خرداد ۱۳۷۶ در استان زنجان متولد شد. مادرش متولد استان تهران و پدرش متولد استان زنجان است. فرزاد فرزند بزرگ خانواده است و یک خواهر کوچکتر از خود دارد.
فرزاد رستمی کاراته را در ۷ سالگی در زنجان توسط عموی خود آموخت و اولین مدال کشوری خود را در ۱۳ سالگی در استان کردستان کسب کرد.

## مواضع سیاسی
فرزاد رستمی در ۳۰ دیماه ۱۴۰۱ در مسابقات لیگ جهانی پاریس با انتشار یک پست اینستاگرامی با شعار "زن، زندگی، آزادی" و به حمایت همراهی از خیزش 1401 ایران به انتقاد از رژیم ایران پرداخت و اعلام کرد که کشور زادگاهش را برای همیشه ترک می کند. وی سپس در ۴ بهمن ۱۴۰۱ به سوئیس پناهنده شد.